# Rouvray-Saint-Florentin
Rouvray-Saint-Florentin era un comune francese di 204 abitanti situato nel dipartimento dell'Eure-et-Loir nella regione del Centro-Valle della Loira. Il 1° gennaio 2016 si è fuso con Montainville, Villeneuve-Saint-Nicolas e Voves per formare il nuovo comune di Les Villages Vovéens.

## Società

### Evoluzione demografica
Abitanti censiti